# Rzeczpospolita Iwonicka
Rzeczpospolita Iwonicka – określenie obszaru wokół Iwonicza-Zdroju, wyzwolonego przez żołnierzy Armii Krajowej podczas Akcji „Burza” 26 lipca 1944 roku i utrzymanego w rękach polskich do września 1944 roku, do wkroczenia Armii Czerwonej.

## Kalendarium

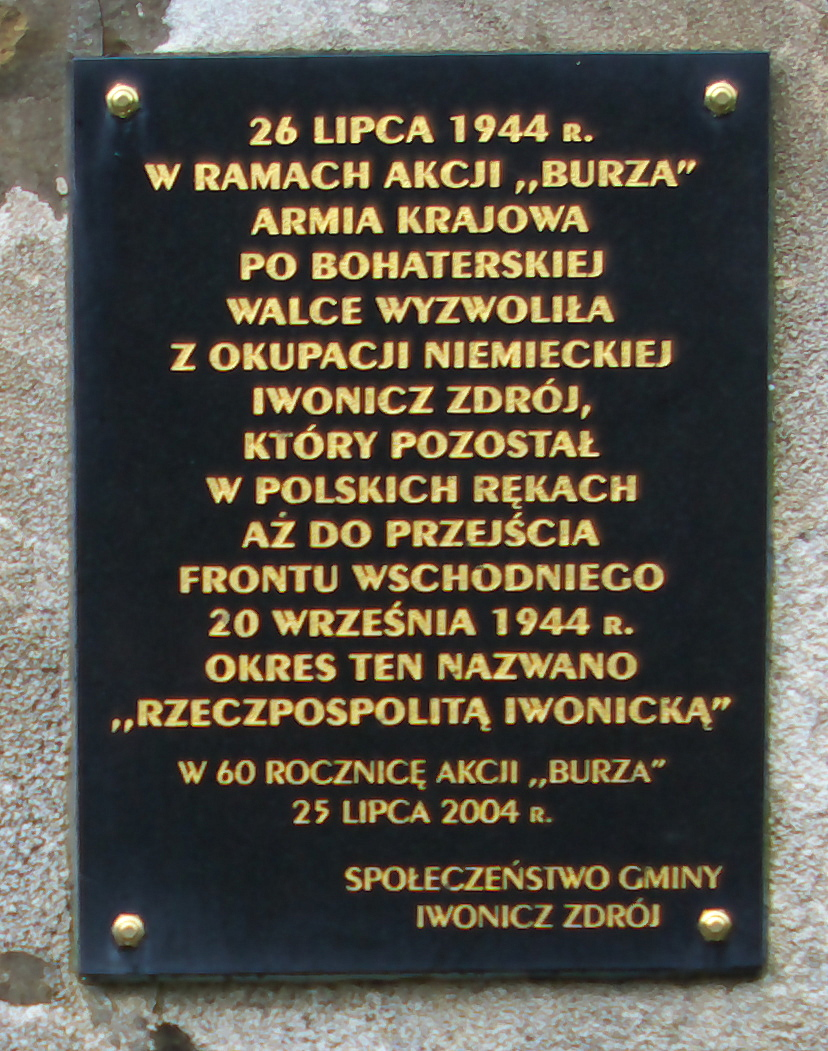
Tablica upamiętniająca Rzeczpospolitą Iwonicką na postumencie Krzyża Milenijnego 2000 w Iwoniczu-Zdroju

25 lipca oddział AK OP-15, pod dowództwem Franciszka Kochana, „Obłońskiego” i pluton Iwo por. Jerzego Nowaka „Pika” w sile 38 osób, złożony w większości z okolicznych mieszkańców, dostaje rozkaz zniszczenia akt osobowych w biurach iwonickiego urzędu gminy. Na miejsce koncentracji oddziału wybrano Górę Winiarską.
26 lipca oddział zostaje podzielony na 3 grupy. Pierwsza 19 osobowa pod dowództwem „Pika” zdobywa szpital uzdrowiskowy „Excelsior”. Druga 16 osobowa pod dowództwem „Ślimaka” zabezpiecza drogę wjazdową do uzdrowiska, w okolicy obecnego posterunku policji i odcina od mogących nadjechać oddziałów niemieckich z Krosna i stacjonujących w Iwoniczu wsi Ukraińców z 14 Dywizji Grenadierów SS. Trzecia 3 osobowa z „Obłońskim” niszczy dokumenty w Urzędzie gminy.
W meldunku sytuacyjnym inspektoratu AK „O/14” z 28 lipca 1944 r., czytamy:
W ramach akcji „B” plut. part. Leszek Obłoński, obecnie „ZN-24” plus plut. dcy plac. „Iwo” (...) wykonały uderzenie na Iwonicz Zdrój zajmując radiostację gmach „Excelsior” i inne obiekty wojskowe. Rozbrojono załogę WH w sile ponad 300 ludzi. Straty npla 10 zabitych (i 34 rannych). Straty własne dwóch lekko rannych.
W wyniku 4 godzinnej akcji zdobyto znaczną ilość broni i amunicji oraz sprzętu medycznego i lekarstw. Do niewoli wzięto ok. 100 Niemców, których wyprowadzono w kierunku Cergowej i wypuszczono wolnych. Po akcji oddział wycofuje się na Górę Winiarską.
28 lipca pluton „Iwo” wraca do uzdrowiska. Na serpentynie „Excelsioru'” zauważa kolumnę samochodów z 14 Dywizji Grenadierów SS z dziećmi jako „żywymi tarczami”. Partyzanci kryją się w lesie i pozwalają kolumnie składającej się z samochodu pancernego i dwóch ciężarówek przejechać do sanatorium. Po zabraniu stamtąd jakiegoś sprzętu kolumna wyjeżdża z uzdrowiska. Wczesnym popołudniem oddział wkracza na deptak. Na budynku Bazaru zostaje zawieszona flaga narodowa. Na drogach dojazdowych do Krosna, Klimkówki i Lubatowej ustawione zostają posterunki. Zostaje powołana Rada Cywilna jako organ administracyjny samorządu na czele z przewodniczącym – mjr. dr. Józefem Aleksiewiczem. Rada spotyka się w Bazarze. Do zadań samorządu należało zapewnienie porządku i bezpieczeństwa, aprowizacji, opieki lekarskiej. Powołano lokalną żandarmerię, uruchomiono jadłodajnię. W sanatorium „Sanato” utworzono partyzancki szpital.
30 lipca batalion 14 Dywizji Grenadierów SS opuszcza oddaloną od uzdrowiska Iwonicz wieś i przez Duklę wyjeżdża na Słowację.
Na początku sierpnia oddział Wehrmachtu podchodzi do uzdrowiska od strony Lubatówki. Na kopalni powyżej Bełkotki wywiązuje się strzelanina. Ginie sowiecki partyzant Andrej (jego grób jest na Górze Winiarskiej). Niemcy tracą dwóch żołnierzy i wycofują się.
8 sierpnia na skraj uzdrowiska wjeżdżają 3 czołgi niemieckie. Po oddaniu kilku strzałów odjeżdżają.
9 sierpnia oddział Wehrmachtu wkracza od strony Iwonicza i równocześnie od strony Klimkówki. Po zażartej walce Niemcy zostają zmuszeni do wycofania się. Straty partyzanckie 2 zabitych, 8 rannych. Straty niemieckie kilkunastu zabitych i około 20 rannych.
13 sierpnia oddział Pika starł się w Lubatowej z oddziałem niemieckim.
29 sierpnia do oddziału Iwo dołącza OP-15 Boruty.
31 sierpnia oddział Iwo zlikwidował w Lubatowej 6 osobowy patrol niemiecki.
1 września iwonickie oddziały AK okrążyły i pokonały w walce oddział niemiecko-ukraiński w Lubatowej, zdobywając broń, konie (zrabowane wcześniej mieszkańcom), oraz wozy z żywnością.
9 września po rozpoczęciu dzień wcześniej radzieckiej ofensywy znanej jako "operacja dukielsko-preszowska" do Iwonicza wsi przybywa duży, frontowy oddział niemiecki. Po jednodniowym pobycie wyjeżdża pozostawiając rannych jeńców sowieckich. Jeńcy ci zostają przewiezieni do szpitala partyzanckiego w Sanato. Po wyleczeniu zostali przekazani 20 września dowódcy sowieckiego garnizonu w Iwoniczu-Zdroju.
11 września partyzanci ostrzelali na Żabiej Górze konny patrol Wehrmachtu.
12 września front niemiecko-sowiecki ustala się w Iwoniczu wsi. Do uzdrowiska wkraczają niemieckie oddziały frontowe.
13 września oddział Pika atakuje frontowy oddział niemieckiej artylerii na Górze Winiarskiej. Pik zostaje postrzelony w udo. W odwecie Niemcy spalili willę Niespodzianka. Oddział wycofuje się.
19/20 września oddziały niemieckie wycofują się z uzdrowiska.
20 września Boruta ginie przy rozbrajaniu miny na drodze do Klimkówki. Do uzdrowiska wkracza Armia Czerwona.
Jesienią 1944 r. NKWD i UB dokonało aresztowań wśród członków iwonickiej AK. Aresztowano 4 członków rodziny Załuskich, mjr. dr. Józefa Aleksiewicza i kilku innych. Zbigniew Bartosz wywieziony do łagrów, zmarł na tyfus a na bohaterskim obrońcy Iwonicza – dow. AK Eugeniuszu Werensie – Jerzym Nowaku Piku wykonano w PRL wyrok śmierci.
W 60 rocznicę Rzeczpospolita Iwonicka upamiętniona została tablicą pamiątkową przy Krzyżu Milenijnym z 2000 roku w Iwoniczu-Zdroju.